# 鳥取縣道167號由良停車場線
鳥取縣道167號由良停車場線為位於日本鳥取縣東伯郡北榮町，連結由良宿地區至國道9號之間的一條縣道，起點為由良車站，終點位於道之站大榮旁的國道9號，全長約1,500公尺。
由於以《名偵探柯南》為代表作的漫畫家青山剛昌出身於由良宿地區，因此町公所也給與這條道路「柯南大道」的暱稱，沿途設立了包括「柯南車站」、「柯南大橋」、「柯南之家 米花商店街」、「名探偵柯南巨大迷宮」、「青山剛昌故鄉館」等大量以《名偵探柯南》為主題的設施，以及相關的塑像或標示。

## 歷史
此條路段最初在1968年由鳥取縣政府列為縣道，當時名為「49號由良停車場線」。

## 沿線設施

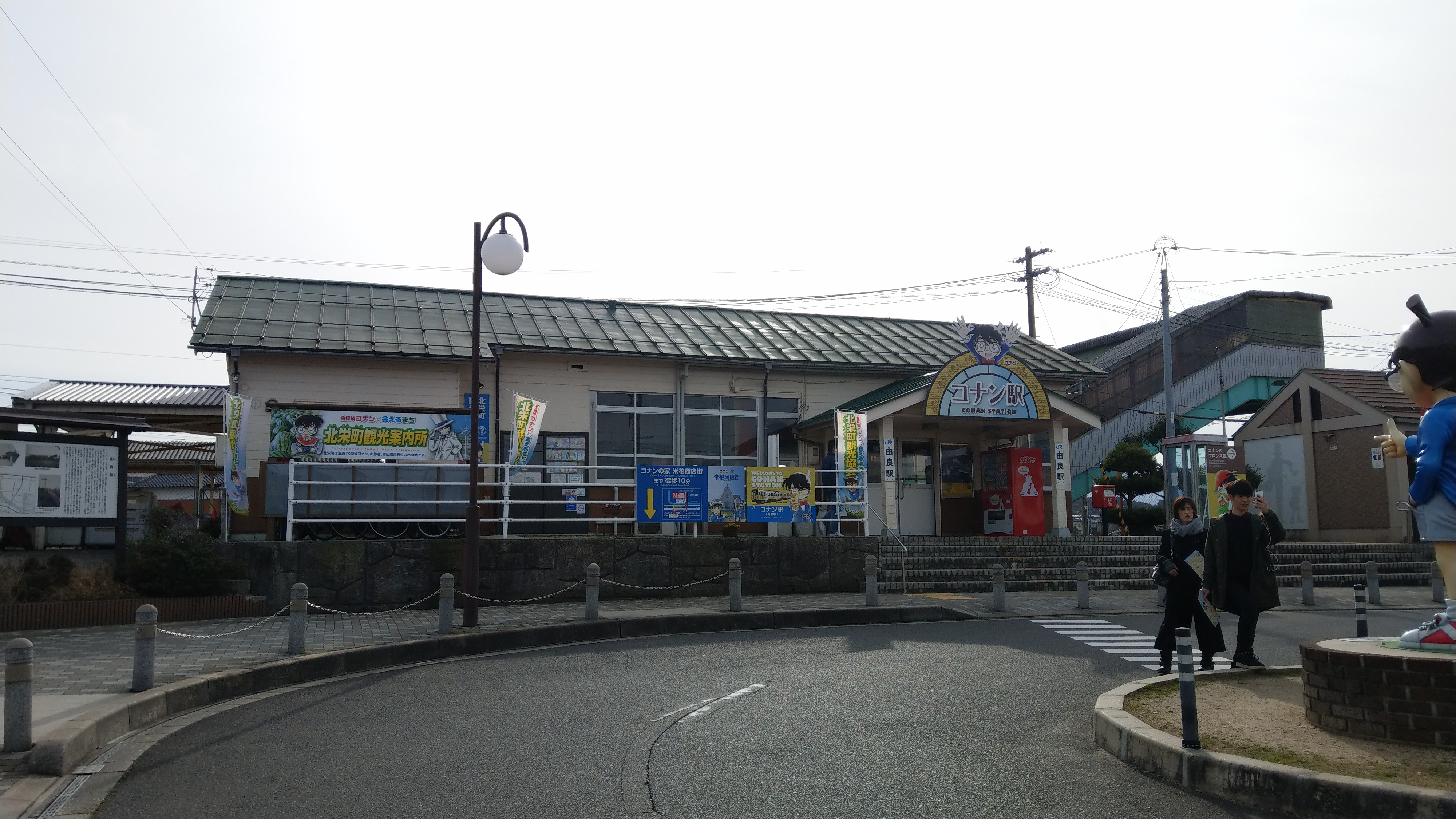
由良車站

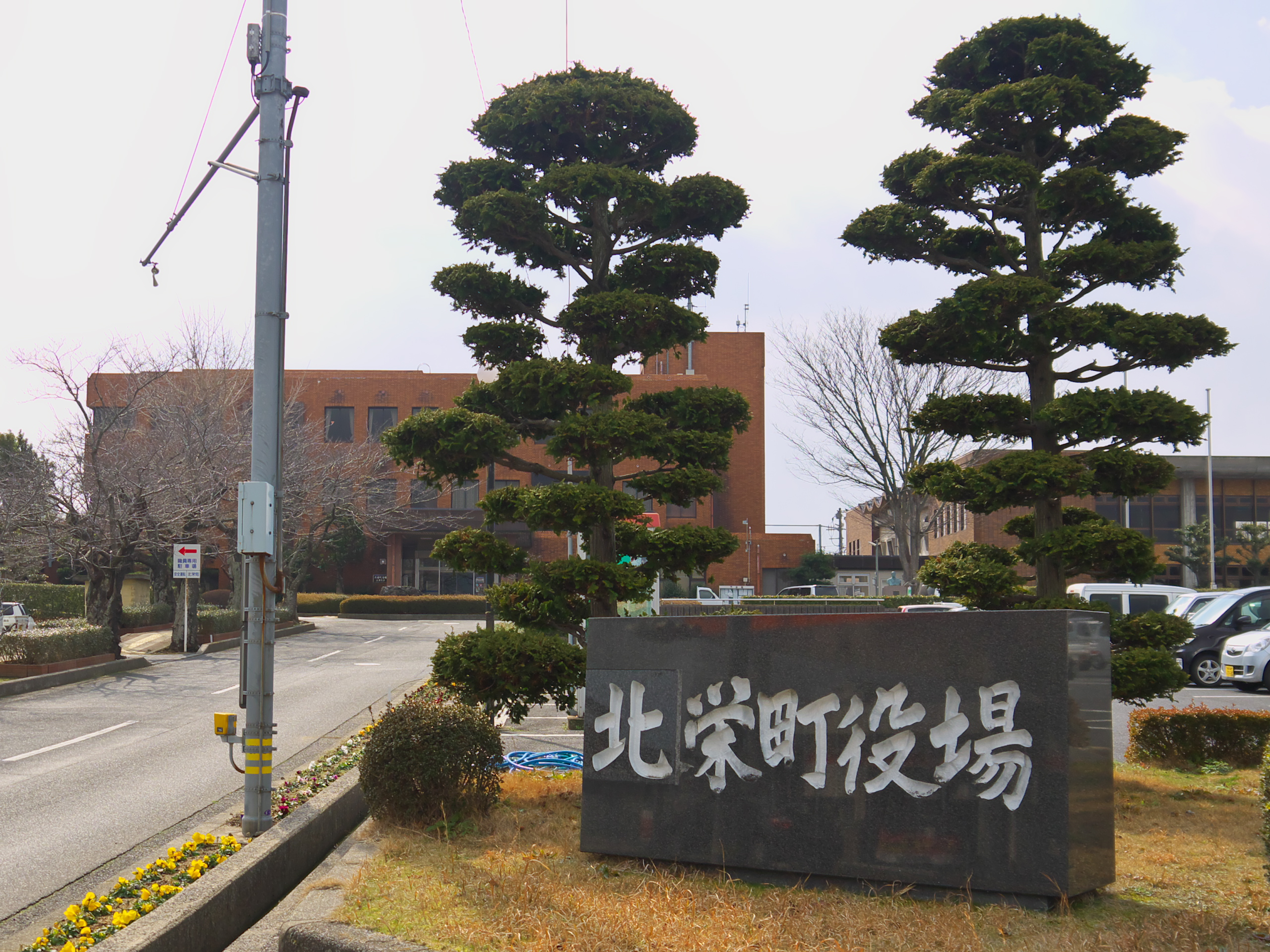
北榮町役場 大榮廳舎

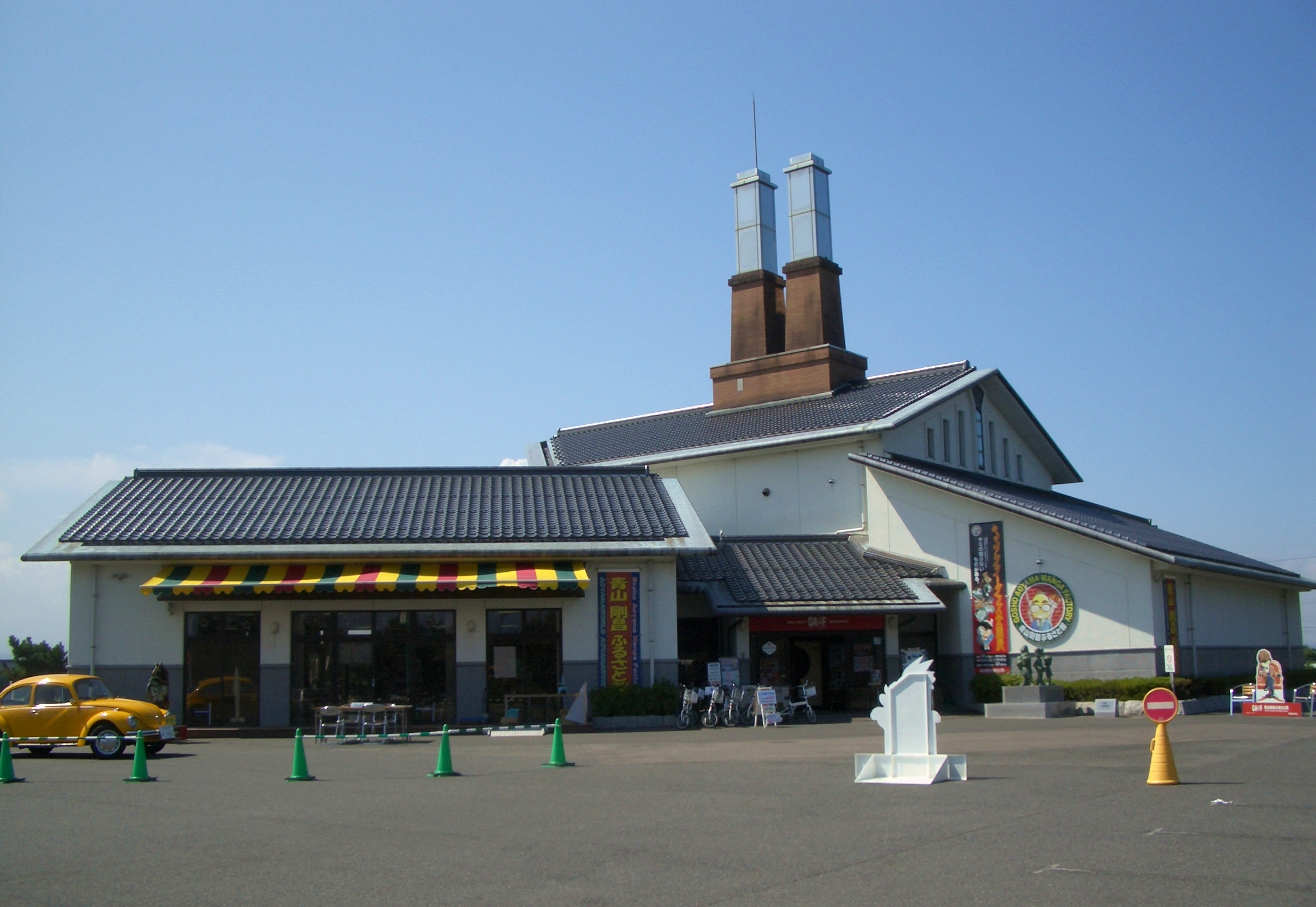
青山剛昌故鄉館

- 由良車站（柯南車站）
為屬於西日本旅客鐵道山陰本線的鐵路車站，車站以大量柯南相關圖像裝飾，於2013年開始使用柯南車站作為別稱。[6][7]

- 北榮町立圖書館

- 北榮町役場 大榮廳舎

- 柯南大橋
1999年此路段跨越由良川（日语：由良川_(鳥取県)）上新建全長70公尺的橋梁的橋樑被命名為「柯南大橋」，在其兩側欄杆及路燈上皆以柯南圖像裝飾。[8]

- 柯南之家 米花商店街
以柯南為主題的商店區，設有紀念品店及餐廳。

- 青山剛昌故鄉館
北榮町公所於2007年將原本的「大榮町歷史文化學習館」改設為「青山剛昌故鄉館」，做為町內發展觀光的主題。[9][10]

- 道之站大榮（日语：道の駅大栄）
位於國道9號旁的道之驛。

## 備註
1. ↑  日文原名：
2. ↑  由良車站的暱稱，日文原名：
3. ↑  日文原名：
4. ↑  日文原名：
5. ↑  日文原名：
6. ↑  日文原名：